# Kalmiopsis leachiana
Kalmiopsis leachiana är en ljungväxtart som först beskrevs av Henderson, och fick sitt nu gällande namn av Alfred Rehder. Kalmiopsis leachiana ingår i släktet Kalmiopsis och familjen ljungväxter. Inga underarter finns listade i Catalogue of Life.